# Vlagyimir Alekszandrovics Satalov
Vlagyimir Alekszandrovics Satalov (oroszul: Владимир Александрович Шаталов) (Petropavlovszk, 1927. december 8. – 2021. június 15.) szovjet űrhajós, mérnök.

## Életpálya
A műszaki tudományok kandidátusa. 1945-től teljesít katonai szolgálatot. A repülő iskola elvégzését követően, a repülőakadémián 1956-ban szerzett oklevelet. 1963-ban kapott űrhajóskiképzést. A szovjet űrhajók személyzete felkészítésének a vezetője volt. 1971–1987 között az űrhajósok parancsnoka, 1991-től az űrhajós központ igazgatója volt.
Megkapta a Szovjetunió Hőse kitüntetést. Tiszteletére a Hold túlsó oldalán krátert neveztek el.

## Űrrepülések
- 1968-ban a Szojuz–3 első tartalék pilótája
- 1969-ben a Szojuz–4 űrhajó parancsnoka
- 1969-ben a Szojuz–8 űrhajó parancsnoka. A világűrben tartózkodó Szojuz–6 és Szojuz–7 műveleteit is irányította.
- 1971-ben a Szojuz–10 űrhajó parancsnoka